# Center for Geogenetik
Center for Geogenetik er et dansk center for geogenetik, der blev oprettet 7. september 2010. Centret er verdens første af sin slags. I spidsen for projektet står Eske Willerslev.

## Arbejdsområder
Centret for geogenetik forsker i oldtidens DNA og har bevæget sig fra at hente "korte" fragmenter af DNA fra knogler til store studier af oldtidens befolkning. Centret huser et tværfagligt team bestående af bl.a. molekylærbiologer, geologer og arkæologer. Ved hjælp af nye metoder og adgang til meget unikke prøver tager teamet fat på nogle af de mest debatterede videnskabeligge emner i de seneste årtier.[kilde mangler]
Molekylærbiologerne kigger på gammel DNA – hentet fra bl.a. kvartærzoologernes samlinger. Geologerne ser på, hvordan klimaet har formet landskabet og arkæologerne putter en historisk ramme omkring det hele. Fra hver sit udgangspunkt forsker og fortæller videnskabsfolkene fra centret tilsammen de store fælles historier. Det er historier om livets udvikling og afvikling indenfor de sidste hundrede tusinde år.
Nøgleordene for deres arbejde er fossilt DNA, masseuddøen, klimaforandringer og menneskets indvandringer. Centret for geogenetiks team vil gerne komme gamle myter til livs – og komme med bedre forklaringer på nogle af de helt store spørgsmål i menneskets og dyrenes udvikling.
| Citat                | Globalt set er der kun en håndfuld laboratorier, der forsøger at fravriste fossile genomer fra ben, tænder eller forstenet afføring. I løbet af de sidste fem år har Willerslev og hans Center for GeoGenetik taget føringen. | Citat |
| Nature, Februar 2010 | |       |

## Forskning
Noget af det nyere forskning omhandler mammut-DNA. Forskerne har genskabt ødelagt mammut-DNA. Dette vil over en længere tidshorisont eventuelt kunne føre til genskabelsen af mammutten.
Centrets forskere udvikler konstant de molekylærbiologiske analysemetoder. Det åbner for at undersøge nye problemstillinger som at finde en vaccine mod cancer-virus. Eller at følge majsplantens udvikling fra naturplante til afgrøde.